# رایان هال
رایان هال (انگلیسی: Ryan Hall؛ زادهٔ ۲۲ فوریهٔ ۱۹۸۵) ورزشکار هنرهای رزمی ترکیبی اهل ایالات متحده آمریکا است.